# جرارد د وری لنچ
جرارد د وری لنچ (انگلیسی: Gerard de Vries Lentsch; ۲۳ نوامبر ۱۸۸۳ – ۹ ژوئیهٔ ۱۹۷۳) قایقران قایق بادبانی اهل پادشاهی هلند بود.